# سیستاتین بی

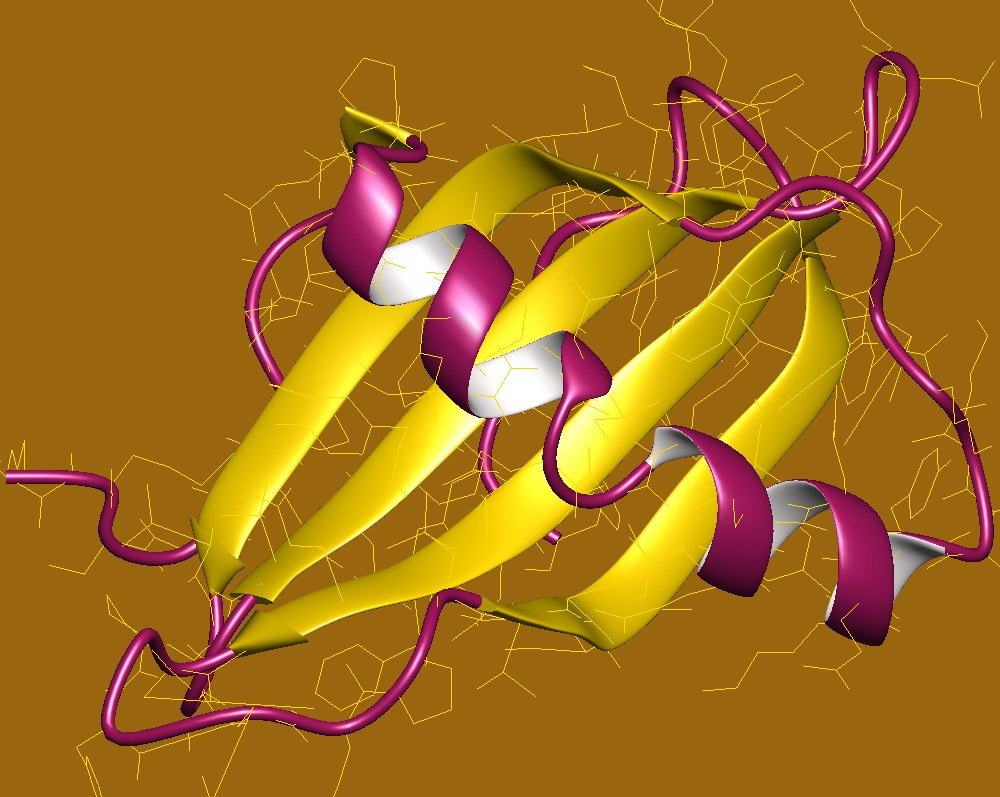
سیستاتین بی در انسان.

سیستاتین بی (انگلیسی: Cystatin B) یک پروتئین است که در انسان توسط ژن «CSTB» کُدگذاری می‌شود.
این پروتئین متعلق به اَبَرخانوادهٔ سیستاتین‌هاست. برخی از این پروتئین‌ها مهارکنندهٔ سیستئین پروتئازی هستند؛ از جمله نوع ۱ سیستاتین‌ها که به آنها «استفین» می‌گویند.
برخی شواهد نشان می‌دهد که جهش ژن «CSTB» ممکن است با بروز «صرع میوکلونیک» (EPM1) در ارتباط باشد.